# François Dubois (1529-1584)
Pour les articles homonymes, voir François Dubois (1790-1871) et Dubois.
François Dubois (né à Amiens vers 1529, mort à Genève le 24 août 1584), est un peintre français devenu genevois.
Il est surtout connu pour son tableau, Le Massacre de la Saint-Barthélemy, peint probablement trois ans après le massacre de 1572.

## Biographie

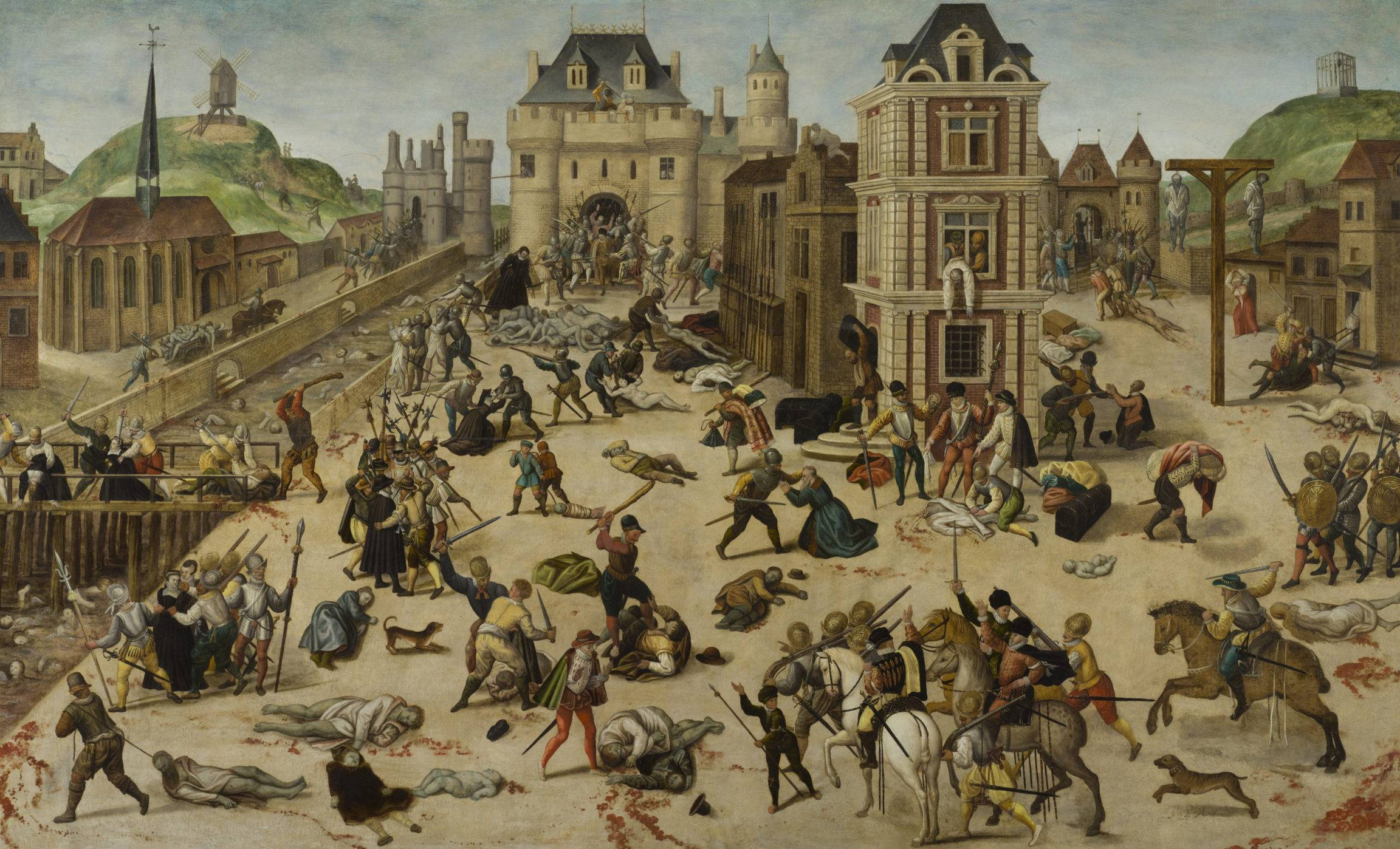
Le Massacre de la Saint-Barthélemy (vers 1572-1584), Musée cantonal des beaux-arts de Lausanne.

Fils de Jacques Dubois, un médecin humaniste installé à Paris auteur d’une des premières grammaires françaises, François Dubois est né à Amiens alors que la réforme protestante française était déjà implantée à la cour et dans les cercles humanistes de l'Église,.
En 1572, adepte de la religion réformée, il échappe au massacre de la Saint-Barthélemy. On ignore si Dubois est lui-même présent à cet évènement, mais on sait qu’un « chirurgien » du nom d’Antoine Dubois y a perdu la vie. Il se réfugie ensuite à Genève, où il est reçu habitant, et où il meurt en 1584.
On cite à son propos un tableau Sur le Triumvirat romain, mais seul un tableau de ce peintre huguenot — Le Massacre de la Saint-Barthélemy — peint vers 1576, est authentifié avec certitude. Bien que Dubois n’ait pas été témoin du meurtre, il représente le corps de l’amiral de Coligny, d’abord défenestré de son hôtel particulier, ensuite décapité et émasculé devant trois chefs catholiques, puis finalement traîné nu, pour être emmené sur la colline de La Villette, au gibet de Montfaucon. À gauche, il dépeint Catherine de Médicis sortant du palais du Louvre, toute habillée de noir, pour examiner un empilement de cadavres dénudés.